# Aethiothemis solitaria
Aethiothemis solitaria is een libellensoort uit de familie van de korenbouten (Libellulidae), onderorde echte libellen (Anisoptera).
De soort staat op de Rode Lijst van de IUCN als niet bedreigd, beoordelingsjaar 2009.
De wetenschappelijke naam Aethiothemis solitaria is voor het eerst geldig gepubliceerd in 1908 door Martin.